# 布羅肯灣
布羅肯灣（Broken Bay）是澳大利亞新南威爾士州的一個潮控溺灣，是霍克斯伯里河在塔斯曼海的一個入海口，距離悉尼商業中心區北部只有50（31英里），並將悉尼與中海岸分隔開來。它是悉尼港以北最大的海灣之一。 